# Sud Mennucci (ort)
Sud Mennucci är en ort i Brasilien.   Den ligger i kommunen Sud Mennucci och delstaten São Paulo, i den södra delen av landet, 600 km sydväst om huvudstaden Brasília. Sud Mennucci ligger 396 meter över havet och antalet invånare är 7 440.
Terrängen runt Sud Mennucci är platt. Runt Sud Mennucci är det glesbefolkat, med 14 invånare per kvadratkilometer.. 
Trakten runt Sud Mennucci består i huvudsak av gräsmarker.